# Terpna costiflavens
Terpna costiflavens är en fjärilsart som beskrevs av Eugen Wehrli 1933. Terpna costiflavens ingår i släktet Terpna och familjen mätare. Inga underarter finns listade i Catalogue of Life.